# Amia Miley
Amia Miley (Satellite Beach, Florida; 23 de noviembre de 1990) es una actriz pornográfica estadounidense.

## Biografía
Miley nació en la localidad costera de Satellite Beach, ubicada en el condado de Brevard en Florida, en el seno de una familia con ascendencia italiana y hawaiana. Miley comenzó a trabajar como modelo de catálogos de trajes de baños y en desfiles de moda. También alternó estos trabajos con el de animadora.
Debutó en la industria para adultos en 2009, a sus 18 años de edad, para el sitio web de aficionados FTVgirls.
Desde su debut, ha trabajado para las principales productoras del sector como Adam & Eve, Brazzers, Elegant Angel, Evil Angel, Hustler, Vixen, Devil's Film, Diabolic, Naughty America, Vivid o Wicked.
En 2010, Miley apareció como modelo en varias fotografías de la revista para adultos Cheri. Al año siguiente, Brazzers la fichó junto a otras actrices para un anuncio sobre sexo seguro. En 2013, Miley participó en el videoclip de Work Bitch de la cantante Britney Spears. En 2017 lo haría en el videoclip de ONE MILLION, de Kidd Keo. En 2020, junto a otras actrices pornográficas, protagonizaría el videoclip Still Be Friends, del rapero G-Eazy, por el que ganaría un Premio AVN a la Aparición mainstream del año.
En 2015 participó junto a la también actriz porno Peta Jensen en una escena de sexo dentro de un episodio de la segunda temporada de la serie True Detective, que se rodó en una mansión de Pasadena (California).
Algunos trabajos de su filmografía son Barefoot Confidential 66, Beach Patrol 2, Boffing the Babysitter 3, Flesh Hunter 13, Fuck My Mom and Me 12, Girl Next Door 11, I Am Eighteen 2, Mixed Breeds, Naughty Cheerleaders Club 3, Private School Nymphos 2, She Is Half My Age 10 o Teen Babysitters.
Se retiró en 2022, llegando a rodar algo más de 350 películas como actriz.

## Premios y nominaciones
| Año  | Ceremonia                         | Resultado | Premio                           | Trabajo        |
| ---- | --------------------------------- | --------- | -------------------------------- | -------------- |
| 2009 | Rogreviews' Critics Choice Awards | Nominada  | Best Newbie                      | —              |
| 2010 | Premios XRCO                      | Nominada  | Cream Dream of the Year          | —              |
| 2011 | Premios AVN                       | Nominada  | Mejor actriz revelación          | —              |
| 2011 | Premios AVN                       | Nominada  | Mejor escena de sexo chico/chica | Slut Puppies 4 |
| 2011 | Premios XRCO                      | Nominada  | Cream Dream of the Year          | —              |
| 2011 | Premios XBIZ                      | Nominada  | Mejor actriz revelación          | —              |
| 2012 | Premios AVN                       | Nominada  | Mejor Tease Performance          | Sex Dolls      |
| 2021 | Premios AVN                       | Ganadora  | Aparición mainstream del año     | —              |